# Aleksandr Vinogradov (kanotist)
Aleksandr Jurjevitj Vinogradov (ryska: Александр Юрьевич Виноградов), född den 10 november 1951 i Moskva i Ryska SFSR i Sovjetunionen (nu Ryssland), är en rysk före detta kanotist som tävlade för Sovjetunionen.
Han tog OS-guld i C-2 1000 meter och OS-guld i C-2 500 meter i samband med de olympiska kanottävlingarna 1976 i Montréal.